# Кливленов, Михаил Алексеевич
Михаил Алексеевич Кливленов (при рождении — Тлеуленов Кабыш; род. 28 марта 1925 — 1 июля 2002) — передовик советского сельского хозяйства, чабан совхоза «Купинский» Купинского района Новосибирской области, Герой Социалистического Труда (1966).

## Биография
Родился 28 марта 1925 году в селе Кубань Павлодарского округа Киргизской АССР, ныне село Караой Актогайского района Павлодарской области в казахской семье кочевника. Окончив школу, стал работать в совхозе в Купинском районе Новосибирской области.
В феврале 1943 года был призван в Красную Армию. Окончил школу младшего командного состава. Участник Великой Отечественной войны. С 1943 года — заместитель командира и командир роты автоматчиков. участник Невельской, Полоцкой, Режицко-Двинской, Рижской и Мемельской операций. В боях дважды получал ранения. После окончания войны продолжил службу в пехоте в Северной группе войск в Польше. В 1946 году уволен с военной службы.
Вернувшись, стал трудиться рабочим в промартели «Пятилетка» в Купино Новосибирской области. В 1956 году переехал в соседнее село Алексеевка Купинского района. С июля стал работать чабаном, а затем старшим чабаном Купинского овцесовхоза. Добивался высоких результатов в работе. Получал по 120 ягнят на 100 овцематок, падёж практически отсутствовал. На базе его бригады была организована школа коммунистического труда, в которой учились чабаны со всей области.
Указом Президиума Верховного Совета СССР от 22 марта 1966 года за достигнутые успехи в развитии животноводства, увеличении производства и заготовок мяса, молока, яиц, шерсти и другой продукции Михаилу Алексеевичу Кливленову присвоено звание Героя Социалистического Труда с вручением ордена Ленина и золотой медали «Серп и Молот».
В последующие годы продолжал демонстрировать высокие производственные результаты в сельском хозяйстве. На протяжении 29 лет им было выращено не менее 23 тысяч ягнят, настрижено тысячи центнеров отличного качества руна. С 1988 года, уже будучи на пенсии, продолжал работать заведующим хозяйством в отделении № 3 АОЗТ «Купинское». Активный участник общественной жизни с молодёжью.
Проживал в деревне Алексеевка Купинского района Новосибирской области. Умер 1 июля 2002 года. Похоронен в городе Купино на национальном кладбище.

## Награды
За трудовые и боевые успехи удостоен:
- золотая звезда «Серп и Молот» (22.03.1966)
- орден Ленина (22.03.1966)
- Орден Отечественной войны I степени (11.03.1985)
- Медаль За отвагу (18.06.1944)
- Медаль «За трудовую доблесть» (26.04.1963)
- другие медали.

## Память
- Бюст Героя установлен в библиотеки Дома культуры посёлка Сибирский.